# Terry Connor
Terence Fitzroy Connor, detto Terry (Leeds, 9 novembre 1962), è un allenatore di calcio ed ex calciatore inglese, di ruolo attaccante.

## Carriera

### Club
Ha esordito a 17 anni nel Leeds United AFC contro il West Bromwich Albion FC, partita vinta 1-0. Nel Leeds United AFC ha militato fino dal 1979 al 1983, collezionando 108 presenze con 22 gol segnati. Nel marzo 1983 passa al Brighton & Hove Albion FC. Nel 1987 il Portsmouth lo acquista per £ 200.000. Al suo arrivo il Portsmouth era stato appena promosso in prima divisione. Dopo 3 anni con 48 presenze e 14 gol passa al Swansea City AFC dove ci rimane una sola stagione. L'anno dopo (1991) firma per il Bristol City, nel quale rimane per due anni, anche se ad autunno 1992 ritorna, in prestito, allo Swansea City: le presenze sono 16, con un gol. Conclude la carriera nel Yeovil Town FC.

### Nazionale
Vanta una presenze in nazionale Under-21, con anche un gol.

## Palmarès

### Giocatore

#### Competizioni nazionali
- Coppa del Galles: 1

Swansea City: 1990-1991